# 2782 Leonidas
För andra betydelser, se Leonidas (olika betydelser).
2782 Leonidas eller 2605 P-L är en asteroid i huvudbältet som upptäcktes den 24 september 1960 av den nederländsk-amerikanske astronomen Tom Gehrels och det nederländska astronomparet Ingrid van Houten-Groeneveld och Cornelis Johannes van Houten vid Palomarobservatoriet. Den är uppkallad efter Leonidas I av Sparta..
Asteroiden har en diameter på ungefär 10 kilometer och den tillhör asteroidgruppen Leonidas.